# Форо (Кјети)
Форо (итал. Foro) је насеље у Италији у округу Кјети, региону Абруцо.
Према процени из 2011. у насељу је живело 572 становника. Насеље се налази на надморској висини од 1 м.